# Cadillac SRX
O Cadillac SRX é um veículo utilitário esportivo de porte médio-grande da Cadillac produzido entre 2003 (lançado como modelo 2004) e 2016.

## Galeria
- Primeira geração (2003–2009)
- Segunda geração (2009–2016)